# Língua de sinais indonésia
A língua de sinais indonésia (em Portugal: língua gestual indonésia) é a língua de sinais usada pela comunidade surda na Indonésia, nas ilhas de Java e em Bali. É baseada na língua de sinais malasiana. Existem outras línguas de sinais em uso na Indonésia, tal como a Kata Kolok.